# Палручей (приток Вытегры)
Палручей — ручей в России, протекает по территории Оштинского сельского поселения Вытегорского района Вологодской области. Длина ручья — 10 км, площадь водосборного бассейна — 70,5 км².

## Физико-географическая характеристика
Ручей берёт начало из Палозера на высоте 54,3 м над уровнем моря и далее течёт преимущественно в юго-восточном направлении.
Палручей имеет правый приток — Тулинручей.
Устье ручья находится по левому берегу реки Вытегры, впадающей в Онежское озеро.
Населённые пункты на ручье отсутствуют.
Код объекта в государственном водном реестре — 01040100522302000017712.